# Феданов, Владимир Петрович
Владимир Петрович Феданов — советский  государственный и хозяйственный деятель. Участник Великой Отечественной войны .

## Биография
Родился в 1920 году. Член ВКП(б).  Окончил Донецкий индустриальный институт (1947 год), Академию угольной промышленности (1956 год).
- 1947-1954 гг. - механик, начальник участка шахты №17, начальник Западного горно-эксплуатационного управления, управляющий трестом "Западуголь".

- 1956 - 1959 гг. - зам. начальника комбината "Воркутауголь" по производству, главный инженер комбината.

- 1962 - 1965 гг. -  Председатель Совнархоза Коми экономического района.

- 1965 - 1977 гг. - заместитель Министра угольной промышленности СССР.

- 1977 - 1984 гг. - заведующий отделом топлива и энергетики Управления делами Совета Министров СССР.

Избирался депутатом Верховного Совета РСФСР 6-го созыва.
Умер в марте 1998 года в Москве.